# هانس هاینریش شدر
هانس هاینریش شدر (به آلمانی: Hans Heinrich Schaeder) (زاده ۳۱ ژانویه ۱۸۹۶ در گوتینگن آلمان، درگذشت ۱۳ مارس ۱۹۵۷ در گوتینگن) شرق‌شناس، ایران‌شناس و تاریخ‌شناس ادیان اهل آلمان بود.
او استاد دانشگاه‌های کونیگزبرگ، لایپزیگ، برلین و گوتینگن بود. هانس هاینریش شدر از مهمترین ایران‌شناسان آلمان بود و فعالیت‌های بسیاری در شناخت و معرفی ایران داشت. از جمله آثار او در مورد ایران، «بررسی ایران» (۱۹۳۰) و «ایرانیکا» (۱۹۳۴) در معرفی این کشور است.

## فعالیت‌ها
شدر کرسی ایران‌شناسی را میان سال‌های ۱۹۳۱ تا ۱۹۴۴ در دانشگاه برلین در اختیار داشت. پژوهش‌های ایران‌شناسی و تحقیقات پیرامون امپراتوری مغول‌ها در زمره فعالیت‌های او به‌شمار می‌آید. مقاله‌هایی دربارهٔ کتیبه‌ها و زبانهای ایران باستان، زرتشت، آیین مانی و پیامبر اسلام از جمله آثار اوست.
همچنین مطالعاتی دربارهٔ «تاریخ زبان‌های ایرانی» و «کتیبه‌های ایران باستان»، مقاله «نام‌های ترکی ایرانیان»، مقاله «آیا دقیقی زرتشتی بود؟»، «ایزد و انسان در آیین زرتشت»، «پژوهشی پیرامون زروان"، «آیین مانی و مسیحیت» و ایراد سخنرانی در ۲۷ سپتامبر ۱۹۳۴ در برلین به‌مناسبت هزاره فردوسی با عنوان «فردوسی و آلمانی‌ها» از دیگر فعالیت‌های تحقیقی او به‌شمار می‌آید.
آشنایی شدر با آثار نویسنده و شاعر آمریکایی، تی اس الیوت در سال ۱۹۴۶ و مطالعه و بررسی کتاب‌های او، تنها سرگرمی شدر در واپسین سال‌های زندگی‌اش بود. شدر با همکاری همسرش کتاب «راهی به‌سوی الیوت» را منتشر کردند. او همچنین «دربارهٔ دانته» نوشته الیوت را نیز به آلمانی ترجمه کرد که در سال ۱۹۵۰ در برلین منتشر شد.

## کتابشناسی
- Iranische Beiträge. H. H. Schaeder. Halle 1930.
- Über einige altpersische Inschriften. H. H. Schaeder. Berlin 1930.
- Über die Inschrift des Ariaramnes. H. H. Schaeder. Berlin 1931.
- War Daqiqi Zoroastrier? H. H. Schaeder. In: Festschrift G. Jacob, 1932.
- Iranica: 1. Das Auge des Königs; 2. Fu-Lin. H. H. Schaeder. Berlin ۱۹۳۴.
- Der Manichäismus und spätantike Religion. H. H. Schaeder. Zeitschrift für Missionskunde

und Religionswissenschaft, Jahrgang 50, 3, 1934.
- Beiträge zur iran. Sprachgeschichte. H. H. Schaeder. In: Ungarisches Jahrbuch, Bd. 15, 1935.
- Gott und Mensch in der Verkündung Zarathustras. H. H. Schaeder. In: Corolla (Festschrift

L. Curtius). Stuttgart 1937.
- Die Religionen des alten Iran. Von H. S. Nyberg; H. H. Schaeder. Leipzig 1938.
- Das persische Weltreich. H.H. Schaeder. Breslau 1941.
- Der iranische Zeitgott und sein Mythus. H.H. Schaeder. Zeitschrift der Deutschen

Morgenländischen Gesellschaft. Bd. 95, 1941.
- Firdosi und die Deutschen. H. H. Schaeder. Festrede, gehalten bei der Jahrtausendfeier

zum Gedächtnis Firdosis. Zeitschrift der Deutschen Morgenländischen Gesellschaft. Neue Folge, Bd. 12-Heft 2 (Band 88) Leipzig 1943.
- Die Kultur des Vorderen Orients. H. H. Schaeder. 2. Auflage. Frankfurt 1973.